# Biéby
 Biéby è una città e sottoprefettura della Costa d'Avorio appartenente al dipartimento di Yakassé-Attobrou. Conta una popolazione di 19 998 abitanti (censimento 2014).